# Supska
Supska (em cirílico: Супска) é uma vila da Sérvia localizada no município de Ćuprija, pertencente ao distrito de Pomoravlje, na região de Veliko Pomoravlje. A sua população era de 1023 habitantes segundo o censo de 2011.

## Demografia
| 1948 | 1953 | 1961 | 1971 | 1981 | 1991 | 2002 | 2011 |
| ---- | ---- | ---- | ---- | ---- | ---- | ---- | ---- |
| 1690 | 1852 | 1815 | 1787 | 1830 | 1803 | 1434 | 1023 |